# ایسیدرو دیاز (بازیکن فوتبال، زاده ۱۹۵۴)
ایسیدرو دیاز (انگلیسی: Isidro Díaz؛ زادهٔ ۲۴ مهٔ ۱۹۵۴) بازیکن فوتبال اهل اسپانیا است.
از باشگاه‌هایی که در آن بازی کرده‌است می‌توان به باشگاه فوتبال الچه، باشگاه فوتبال راسینگ سانتاندر، و باشگاه فوتبال رئال مادرید اشاره کرد.